# Георге Аврамеску

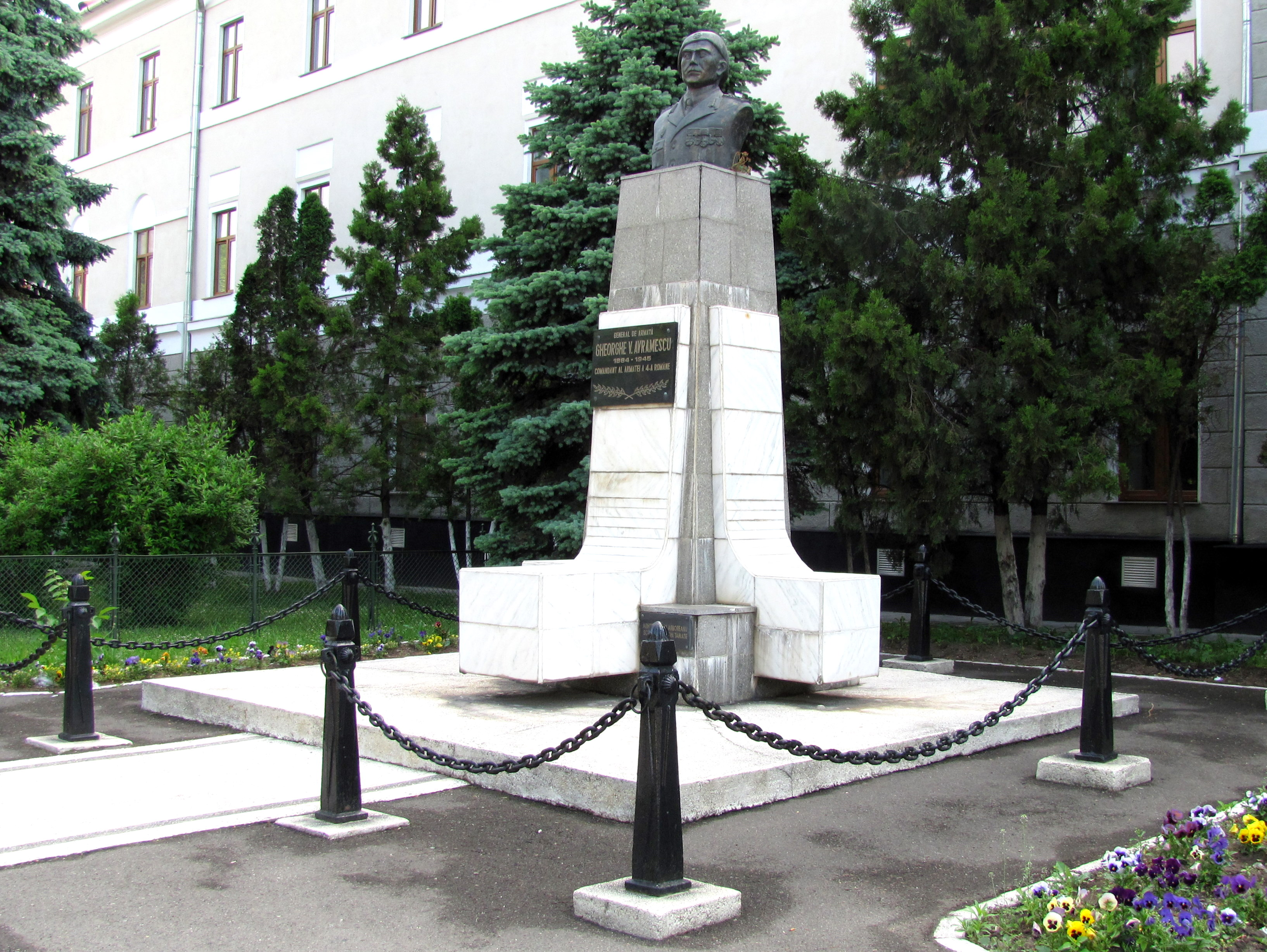
Бюст Георге Аврамеску на площі «Штефан чел Маре», Клуж-Напока

Георге Аврамеску (рум. Gheorghe Avramescu; 26 січня 1888 — 3 березня 1945) — румунський генерал армії під час Другої Світової Війни. Він служив на посаді командувача ряду армійських з'єднань: 10-ї дивізії в 1941 році, Гірського корпусу в тому ж році, III корпусу в 1943 році, і VI корпусу і 4-ї армії з 1944 по 1945 рік. У 1945 році він був заарештований радянською владою за звинуваченням у пронімецьких настроях і убитий без суду (смерть представлена як випадкова загибель).

## Смерть
2 березня 1945 року генерала Аврамеску викликали до командувача 40-ї радянської армії. Через годину після початку бесіди румунській делегації оголосили, що Аврамеску разом з радянським генералом П. Ф. Жмаченком виїхали на командний пункт 2-го Українського фронту, де на них нібито чекав маршал Р. Я. Малиновський. Насправді Аврамеску був затриманий. Йому пояснили, що він затримається ненадовго; не маючи поки побоювань за свою долю, він викликав до себе дружину і дочку Фелічію. Тимчасовим командувачем 4-ї армії був призначений генерал Ніколає Дескелеску, який безуспішно намагався з'ясувати у радянських властей долю генерала Аврамеску. Радянський генерал Жмаченко порадив йому звернутися за інформацією про Аврамеску до румунського міністра оборони або у Генеральний штаб.
3 березня 1945 року було заарештовано дружину генерала Аделу і його другу дочку Фелічію, які приїхали за викликом генерала. Дочка повісилася (за іншими відомостями, прийняла отруту) 6 березня. Точні обставини її смерті невідомі, оскільки досі не виявлена її могила. Дружина генерала, провівши понад 10 років у Сибіру, повернулася в Румунію у 1956 році. З майже 40 заарештованих у справі генерала майже всі загинули в радянських тюрмах. 11-місячний син Фелічії, Палтин, кілька місяців перебував у військовій частині, а потім був переданий сестрі матері і вижив.
Радянські власті оголосили, що Аврамеску загинув 3 березня 1945 року (в день арешту його сім'ї), нібито внаслідок авіаудару по автомобілю, в якому він їхав. Генерал був похований у Будапешті на кладовищі Шошхалом. На автомобілі, в якому він їхав, був виявлений слід єдиної кулі, яка нібито і вбила генерала.
Цей випадок дивної смерті залишається загадковим для істориків-дослідників. Пролити світло на долю генерала могло б допомогти відкриття деяких радянських військових архівів.
На думку ряду істориків, причиною загибелі та репресій відносно його оточення (всього було заарештовано близько 40 осіб, включаючи родичів і найближчих співробітників) був намір короля призначити Аврамеску міністром оборони, при тому, що були відомі антикомуністичні настрої генерала. Як ще одна з можливих причин розглядається той факт, що чоловік дочки, лейтенант і князь Іліє Влад Стурдза, син міністра в «легіонерському уряді» 1940—1941 рр. і сам колишній активіст легіонерського руху «Залізної гвардії», раніше втік до німців на чехословацькому фронті. У той же час, сам генерал не був замішаний у зв'язках з легіонерами, а його старша дочка Родика і її чоловік Пауль Бессарабеску були відомі антинімецькими настроями. Генерал Н. Драгомир доніс радянським властям про те, що втеклий до німців лейтенант Стурдза через знайомих виходив на генерала і намагався переконати його також втекти на зайняту німцями територію.
23 жовтня 2000 року останки генерала Аврамеску були повернуті в Румунію і були перепоховані з військовими почестями на військовому кладовищі міста Клуж-Напока.

## Нагороди
- Орден Зірки Румунії
  - кавалерський хрест на стрічці «За хоробрість» (1917)
  - командорський хрест (8 червня 1940)
  - великий офіцерський хрест на стрічці «За хоробрість» (15 лютого 1945)
- Офіцер ордена Корони Румунії на стрічці «За хоробрість» (1 вересня 1917)
- Залізний хрест 2-го і 1-го класу (Третій Рейх) (29 липня  1941) — отримав 2 нагороди одночасно.
- Орден Михая Хороброго
  - 3-го класу (17 жовтня 1941)
  - 2-го класу (1 вересня 1942)
  - мечі до ордена 3-го класу (15 листопада 1944)
- Орден Хреста Перемоги 1-го класу (Словаччина) (19 вересня 1942)
- Німецький хрест у золоті (Третій Рейх) (25 жовтня 1942) — за дії на чолі гірського корпусу[3]